# День мовчання

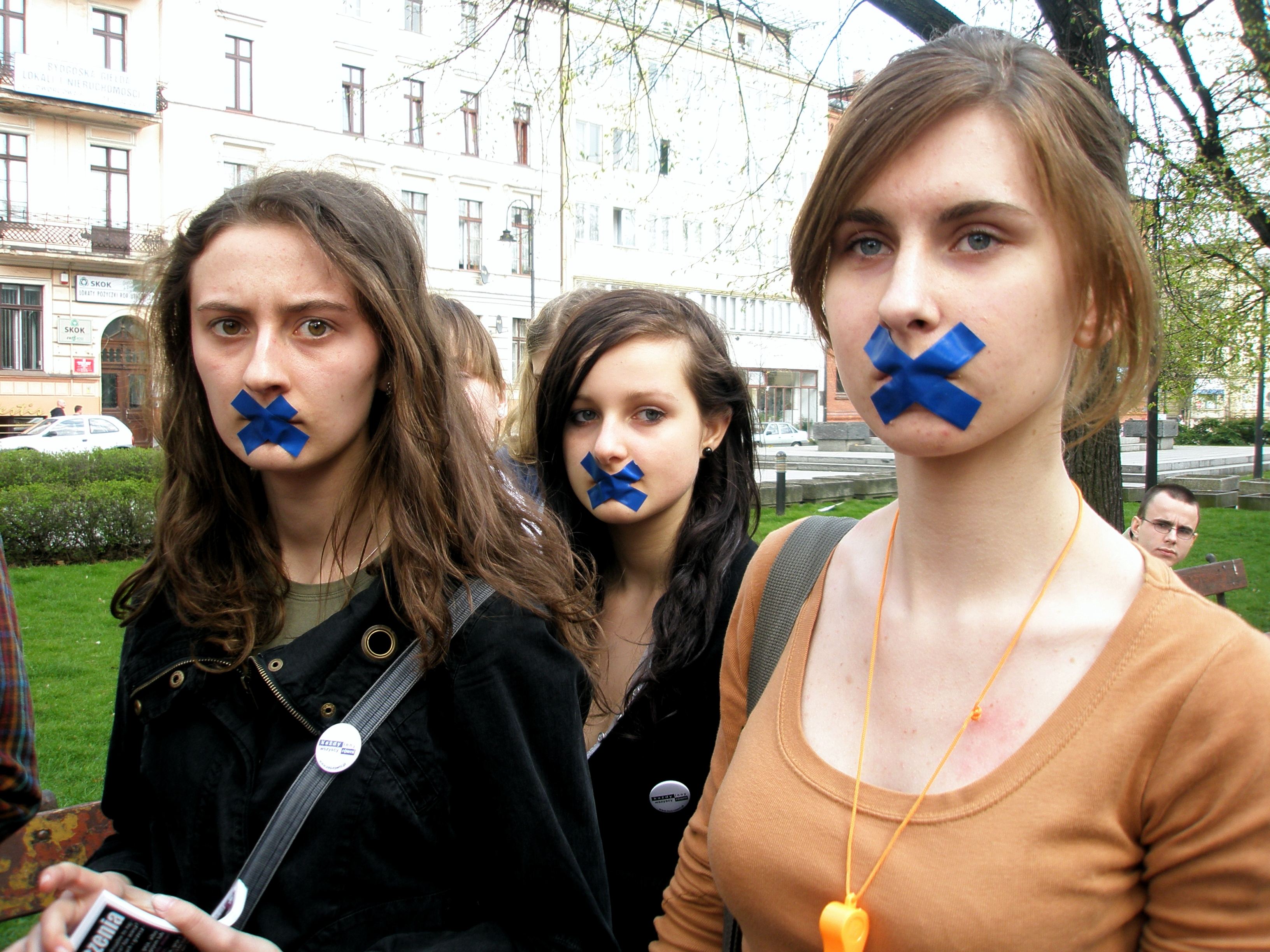
День мовчання в Бидгощі (Польща) в травні 2008

День мовчання (англ. Day of Silence) — щорічна студентська акція ненасильницького протесту, що проходить з 1996 року в США, а з 2006 року і в Європі, присвячена проблемам замовчування дискримінації, фізичного і морального насильства, злочинів на ґрунті ненависті і негативного ставлення за ознакою сексуальної орієнтації і гендерної ідентичності.

## Історія
В 1996 році студентка Університету Вірджинії Марія Пулзетті (Maria Pulzetti) організувала в рамках навчального завдання з теми ненасильницьких протестів перший День мовчання, в ньому взяли участь понад 150 студентів. Наступного року ініціативні групи перевели завдання на національний рівень і майже 100 коледжів і університетів США приєдналися до акції. З 2000 року американська загальнонаціональна ЛГБТ-організація GLSEN стала офіційним організаційним спонсором заходу.
В 2006 році, за деякими оцінками, в США в акції взяли участь понад 450 000 студентів і майже 4 000 коледжів і університетів. З цього року День мовчання проходить і в Європі — першою країною, що провела його стала Польща.
В 2008 році День мовчання пройшов в США, Канаді, Польщі, Словенії, Швеції, Нідерландах і Росії, на цей раз він був присвячений пам'яті загиблого 15-річного каліфорнійського школяра Лауренса Кінга, убитого в лютому 2008 року своїм 14-річним однокласником за те, що Кінг був геєм.
У Росії 3 травня акції пройшли в  Санкт-Петербурзі ,  Ярославлі  та Новокузнецьку . Девіз акції – «Ми мовчимо, щоб нас почули!». Учасники заклеїли собі рот скотчем і роздавали листівки, де говорилося про проблему насильства та дискримінації проти  сексменшин.
25 квітня 2009 року День мовчання пройшов в  Росії в в  Санкт-Петербурзі  ,  Москві , Волгограді, Кемерово ,  Кірові , Калінінграді, Іваново,  Ростові-на-Дону . Вперше до акції приєдналась Білорусь – у Мінську місцеві ЛГБТ-активісти влаштували «мовчазний флешмоб»  .
22, 24 і 25 квітня 2010 року День відзначили в більш ніж 20 містах Росії. За цей час, День мовчання в Росії проводився щорічно. У 2015 році флешмоб пройшов в Москві 12 квітня і збігся з Днем Космонавтики і Великоднем. У Санкт-Петербурзі День мовчання 2015 пройшов 17 квітня.